# 巴纽埃洛斯
巴纽埃洛斯，是西班牙卡斯蒂利亚-拉曼恰瓜达拉哈拉省的一个市镇。总面积19平方公里，总人口30人（2001年），人口密度2人/平方公里。